# Сиссон, Аугусто Мария
Аугусто Мария Сиссон Фильо (порт.-браз. Augusto Maria Sisson Filho; 15 ноября 1894, Нитерой — 26 февраля 1982, по другим данным 30 июля 1990, Порту-Алегри) — бразильский футболист, полузащитник.

## Карьера
Аугусто Мария Сиссон начал карьеру в клубе «Гуарани» из Алегрети. В 1911 году он стал играть за «Гремио», где дебютировал 16 июля в матче с «Пелотасом» (1:0). Сыграв ещё одну встречу, игрок перешёл в «Интернасьонал», где провёл одну встречу против клуба «Гинасио Консейсан» из Сан-Леополду, забив в ней гол. В 1912 году Сиссон возвратился в «Гремио». 25 августа того же года он забил 8 голов в матче чемпионата Порту-Алегри в ворота «Спорт Насьонала» (23:0). В том же году он выиграл этот турнир, а затем ещё 3 раза подряд одерживал в нём победу. 11 апреля 1915 года Сиссон забил 14 голов в одном матче против команды «Американо» (23:1). Последний матч за клуб футболист провёл 12 ноября 1916 года с командой«Фуссбалл»; в этой встрече Аугусто Мария забил два гола. А всего за клуб игрок провёл 66 матчей и забил 67 голов.
В 1917 году Сиссон поехал на учёбу в Рио-де-Жанейро. Там же он стал играть в футбол, присоединившись к клубу «Фламенго». Любопытно, что игрок ещё ранее дебютировал в команде, сыграв 16 апреля 1916 года в одном матче на турнире Начала чемпионата Рио-де-Жанейро против «Сан-Кристована» (0:2). 7 сентября 1918 года он забил первый мяч за клуб, поразив ворота «Кариоки» (3:2). 26 апреля 1920 года Сиссон забил четыре гола в матче чемпионата штата Рио-де-Жанейро с «Мангуэйрой» (6:2). В этом же розыгрыше «Фламенго» завоевал первое место. Последний матч за клуб Аугусто Мария сыграл 23 января 1921 года с «Андараем» (0:1). А всего за «Фламенго» полузащитник провёл 64 матча и забил 6 голов. 
В составе сборной Бразилии Сиссон поехал на чемпионат Южной Америки в 1920 году. Там он провёл все три матча в качестве капитана команды. По окончании чемпионата, Бразилия должна была провести товарищеский матч с Аргентиной. Первоначлаьно игра должна была состояться 3 октября, но из-за проливного дождя была перенесена на три дня позже. В этот период в аргентинской прессе появилась статья, где бразильских футболистов изобразили обезьянами и всячески высмеивали. Сиссон, будучи капитаном команды, выступал за бойкот матча. Он убедил большую часть игроков, лишь шесть бразильцев, двое из которых были вратарями, решили играть, к ним также присоединился Освалдо Гомес, главный тренер команды, который не играл на национальную сборную с 1917 года. Аргентинцы добавили в сборную ещё четырёх своих футболистов. Зрители, узнавшие об этом, устроили беспорядки. Тогда было принято решение, что команды сыграют семь-на-семь. Матч состоялся, аргентинцы одержали победу.
После завершения игровой карьеры, Сиссон стал работать врачом-пульмонологом. В частности первым в штате провёл пневмонэктомию. В 1927 году он работал вторым президентом «Гуарани» из Алегрети.

## Статистика

### Клубная
| Сезон | Клуб          | Матчи | Матчи |
| Сезон | Клуб          | Игры  | Голы  |
| ----- | ------------- | ----- | ----- |
| 1911  | Гремио        | 2     | 0     |
| 1911  | Интернасьонал | 1     | 1     |
| 1912  | Гремио        | 10    | 14    |
| 1913  | Гремио        | 5     | 2     |
| 1914  | Гремио        | 18    | 19    |
| 1915  | Гремио        | 16    | 22    |
| 1916  | Гремио        | 15    | 10    |
| 1916  | Гремио        | 1     | 0     |
| 1916  | Фламенго      | 1     | 0     |
| 1916  | Гремио        | 14    | 10    |
| 1917  | Фламенго      | 3     | 0     |
| 1918  | Фламенго      | 20    | 1     |
| 1919  | Фламенго      | 19    | 0     |
| 1920  | Фламенго      | 20    | 5     |
| 1921  | Фламенго      | 1     | 0     |

### Международная
| Матчи Аугусто Мария Сиссона за сборную Бразилии | Матчи Аугусто Мария Сиссона за сборную Бразилии | Матчи Аугусто Мария Сиссона за сборную Бразилии | Матчи Аугусто Мария Сиссона за сборную Бразилии | Матчи Аугусто Мария Сиссона за сборную Бразилии | Матчи Аугусто Мария Сиссона за сборную Бразилии | Матчи Аугусто Мария Сиссона за сборную Бразилии |
| ----------------------------------------------- | ----------------------------------------------- | ----------------------------------------------- | ----------------------------------------------- | ----------------------------------------------- | ----------------------------------------------- | ----------------------------------------------- |
| №                                               | Дата                                            | Место проведения                                | Оппонент                                        | Счёт                                            | Голы                                            | Турнир                                          |
| 1                                               | 11 сентября 1920                                | Винья-дель-Мар                                  | Чили                                            | 1:0                                             | —                                               | Чемпионат Южной Америки                         |
| 2                                               | 18 сентября 1920                                | Винья-дель-Мар                                  | Уругвай                                         | 0:6                                             | —                                               | Чемпионат Южной Америки                         |
| 3                                               | 25 сентября 1920                                | Винья-дель-Мар                                  | Аргентина                                       | 0:2                                             | —                                               | Чемпионат Южной Америки                         |

## Достижения
- Чемпион Порту-Алегри: 1912, 1913, 1914, 1915
- Победитель турнира Начала чемпионата Рио-де-Жанейро: 1920
- Чемпион штата Рио-де-Жанейро: 1920

## Личная жизнь
Сиссон был женат на Саиде Антунес (1899–1989). У них родилось четверо детей — Саида Антунес Сиссон (1925–2007), Арналдо Сиссон (р. 1928), Франсиска Сиссон (1930–1998) и Антонио Аугусто Сиссон (1934–2006).
Отец Сиссона, Агусто Мария (4 декабря 1863 — 8 марта 1918), был кадровым военным инженером, дослужившимся до звания бригадного генерала. Отец был активным участником Федералистской революции, в частности командовал артиллерией на одном из самых крупных боевых столкновений — Осаде Лапы.